# Джейкобабад (округ)
Джейкобаба́д (урду ضلع جیکب آباد‎, англ. Jacobabad District, синдхи جيڪب آباد ضلعو) — один из 23 округов пакистанской провинции Синд. Административный центр — город Джейкобабад.

## География
Площадь округа — 5 278 км². На юге граничит с округами Камбар-Шахдадкот, Ларкана, и Шикарпур, на западе — с округом Кашмор, на севере — с территорией провинции Белуджистан.

## Административно-территориальное деление
Округ делится на три техсила:
- Гархи-Кхаиро
- Джейкобабад
- Тхул

## Население
По данным переписи 1998 года, население округа составляло 1 425 572 человека, из которых мужчины составляли 52,19 %, женщины — соответственно 47,81 %. Уровень грамотности населения (от 10 лет и старше) составлял 23,7 %. Уровень урбанизации — 24,37 %. Средняя плотность населения — 270,1 чел./км².